# 斯拉文·坎迪奇
斯拉文·坎迪奇（羅馬化：Slaven Kandić，1991年4月2日—），黑山男子水球运动员。他曾代表黑山国家队参加2020年夏季奥林匹克运动会水球比赛，结果队伍获得第八名。